# 上海市公安局
上海市公安局，是负责上海市内公共安全、交通秩序的上海市人民政府组成部门，接受上海市人民政府和中华人民共和国公安部的双重领导，设有27个内设机构，机关办公地点为上海市静安区武宁南路128号。在上海家喻户晓的警察形象刑警803系上海市公安局刑事侦查总队昵称，属于上海公安的刑事重案组。

## 沿革
上海公共租界的警察机构为上海公共租界工部局警务处，俗称公共租界巡捕房，成立於1854年，1943年7月租界交還中國。上海法租界的警察机构为法租界巡捕房，成立於1857年，1943年7月租界交還中國。
1905年，蘇松太道開始籌建警察局，並邀請自日本警察學校畢業的中國留學生創辦警察學校，上海也因此成為中國首個創辦警政機構與警察學校的城市。
1911年辛亥革命后，上海巡警总局改称民政总局，下设南市警务公所和闸北警务公所。
1913年5月，上海商埠巡警局、闸北巡警局合组而成成立江苏淞沪警察厅，1914年1月，督办淞沪水陆警察署成立，萨镇冰任督办，淞沪警察厅分为沪南、闸北两个分厅。同年7月，督办淞沪水陆警察署撤销，裁撤分厅，又组为淞沪警察厅。
1927年上海特别市成立后，淞沪警察厅改组成立上海特别市公安局，厅长沈毓麟改任公安局长。
1930年更名為上海市公安局，1937年再次更名為上海市警察局。
1945年第二次中日戰爭結束後，國民政府任命宣鐵吾為上海市警察局局長，負責接管並改組原汪精衛政權所屬的上海市警察機構。
1949年中华人民共和国成立，设置上海市公安局。

## 职责
上海市公安局对治安、出入境、道路交通、消防、边防、监所、公共信息网络安全、水上治安、人口等方面进行综合管理，主要职责有，
- 预防、制止和侦查违法犯罪活动；
- 维护社会治安秩序，制止危害社会治安秩序的行为；
- 管理交通、消防、危险物品和特种行业；
- 管理户政、国籍、入境出境事务和外国人在境内居留等有关事务；
- 管理集会、游行、示威活动；
- 监督管理计算机信息系统的安全保卫工作；
- 指导和监督国家机关、社会团体、企业事业组织和重点建设工程的治安保卫工作，指导群众性组织的各类治安防范工作。[1]

## 机构设置
根据有关规定，上海市公安局设置下列机构：
- 指挥部
- 政治部
- 警务保障部
- 政治安全保卫局
- 警务督察总队
- 经济犯罪侦查总队
- 治安总队
- 刑事侦查总队[註 1]
- 出入境管理局
- 交通警察总队
- 行动技术总队
- 反恐总队
- 特勤局
- 法制总队
- 监所管理总队
- 网络安全保卫总队
- 特警总队[註 2]
- 警务航空队
- 人口管理办公室
- 城市轨道和公交总队[註 3]
- 食品药品环境犯罪侦查总队
- 应急联动中心
- 研究室
- 审计室
- 科技处
- 数据处

### 派出机构

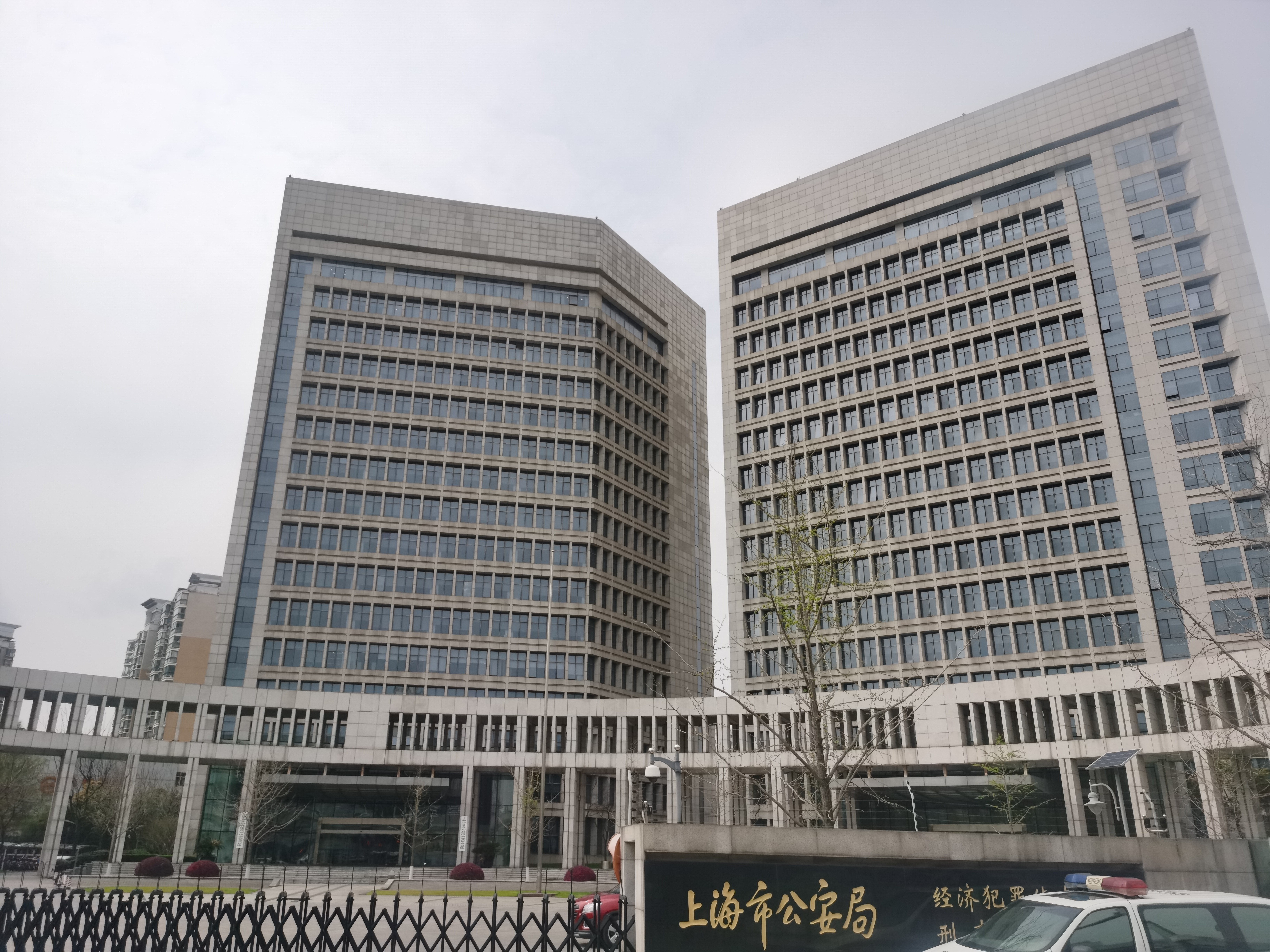
上海市公安局刑事侦查总队、上海市公安局经济犯罪侦查总队机关驻地

- 上海市公安局边防和港航分局
- 上海市公安局文化保卫分局
- 上海市公安局化学工业区分局[註 4]
- 上海市公安局国际机场分局[註 5]
- 上海市公安局农场分局[註 6]

## 破获重大案件

### 恶性刑事案件
- “8·18”绑架案（案发于1982年）：中华人民共和国建立以来上海首起绑架案
- 于双戈抢劫银行案（案发于1987年）：中华人民共和国首起持枪抢劫银行案
- 戴厚英遇害案（案发于1996年）
- 魏广秀敲头抢劫案（案发于1997年）：中国首起连环敲头凶杀案
- 杨佳袭警案（案发于2008年）：上海最严重袭警事件
- 沪浙赣连环电击杀人案（案发于1981年）：上海警方31年追凶，于2013年破案

### 经济案件
- “快鹿系”集资诈骗案，案发于2016年，上海市公安局经济犯罪侦查总队查办。2018年9月，上海市第一中级人民法院进行一审。非法集资数额达400亿，投资人实际损失过百亿。

## 历任领导
- 1905年－1913年
- 1913年－1927年（淞沪警察厅）

1. 徐国梁

- 1927年－1949年

1. 吴忠信
2. 沈毓麟
3. 袁良
4. 陳希曾
5. 文鸿恩
6. 罗君强
7. 卢英
8. 宣铁吾
9. 俞叔平
10. 毛森
11. 陆大公

- 1949年－1967年

| 局长         | 任职时间        | 副局长 | 任职时间         |
| 李士英       | 1949.6－1950.6  | 扬帆   | 1949.6～1950.6   |
| 李士英       | 1949.6－1950.6  | 陈养山 | 1949.11～1950.6  |
| 扬帆         | 1950.6－1951.12 | 杨光池 | 1950.6～1951.12  |
| 扬帆         | 1950.6－1951.12 | 陈养山 | 1950.6～1950.9   |
| 许建国（兼） | 1951.12－1957.3 | 杨光池 | 1951.12～1957.3  |
| 许建国（兼） | 1951.12－1957.3 | 扬帆   | 1952.6～1953.12  |
| 许建国（兼） | 1951.12－1957.3 | 雷绍典 | 1953.7～1957.3   |
| 许建国（兼） | 1951.12－1957.3 | 马敬铮 | 1953.7～1957.3   |
| 许建国（兼） | 1951.12－1957.3 | 林道生 | 1953.7～1954.3   |
| 许建国（兼） | 1951.12－1957.3 | 黄赤波 | 1953.12～1957.3  |
| 许建国（兼） | 1951.12－1957.3 | 林德明 | 1954.3～1957.3   |
| 许建国（兼） | 1951.12－1957.3 | 陈庭槐 | 1955.3～1957.3   |
| 许建国（兼） | 1951.12－1957.3 | 卢伯明 | 1955.3～1957.3   |
| 许建国（兼） | 1951.12－1957.3 | 屈成仁 | 1955.3～1957.3   |
| 黄赤波       | 1957.3－1967.1  | 杨光池 | 1957.3～1967.1   |
| 黄赤波       | 1957.3－1967.1  | 雷绍典 | 1957.3～1957.6   |
| 黄赤波       | 1957.3－1967.1  | 马敬铮 | 1957.3～1957.11  |
| 黄赤波       | 1957.3－1967.1  | 卢伯明 | 1957.3～1959.6   |
| 黄赤波       | 1957.3－1967.1  | 屈成仁 | 1957.3～1967.1   |
| 黄赤波       | 1957.3－1967.1  | 林德明 | 1957.3～1967.1   |
| 黄赤波       | 1957.3－1967.1  | 王鉴   | 1958.10～1967.1  |
| 黄赤波       | 1957.3－1967.1  | 陈庭槐 | 1960.3～1967.1   |
| 黄赤波       | 1957.3－1967.1  | 胡志毅 | 1960.3～1967.1   |
| 黄赤波       | 1957.3－1967.1  | 杜蔚然 | 1960.3～1967.1   |
| 黄赤波       | 1957.3－1967.1  | 钱惠民 | 1960.3～1962.8   |
| 黄赤波       | 1957.3－1967.1  | 贺焰藩 | 1961.11～1965.11 |
| 黄赤波       | 1957.3－1967.1  | 陆政   | 1965.9～1967.1   |

1. 1981年－1983年：杨堤
2. 1991年－1993年：朱达人
3. 1993年－1997年：刘云耕
4. 2000年－2002年：吴志明
5. 2008年－2013年：张学兵
6. 2013年3月－2017年6月：白少康
7. 2017年6月－2020年8月：龚道安
8. 2020年12月－2023年1月：舒庆
9. 2023年2月－現任：張亞宏

## 上海市公安局现任领导班子
- 市人民政府副市长，市公安局党委书记、局长、督察长，上海公安学院院长、张亚宏，(1968年7月)，籍贯江苏泰兴
- 党委副书记、常务副局长（正局长级）罗震川，(1974年1月)，籍贯江苏淮安
- 党委委员、特勤局党委书记、局长、梁赞明，(1966年7月)，籍贯江苏宝应
- 党委委员，上海公安学院党委书记、常务副院长，徐靖，(1972年7月)，籍贯江苏扬州
- 党委委员、市纪委监委驻市公安局纪检监察组组长、孙嘉丰，(1969年7月)，籍贯浙江舟山
- 党委委员、副局长、祝新军，(1969年7月)，籍贯上海市
- 党委委员，一级巡视员、陈超，(1965年8月)，籍贯江苏如东
- 党委委员、政治部主任、庄炜，(1971年4月)，籍贯江苏南通
- 党委委员、副局长、商勇，(1972年10月)，籍贯江苏泰州
- 党委委员、副局长、谢庆灿，(1972年7月)，籍贯福建泉州
- 党委委员、副局长，市公安局情报指挥中心主任，市应急联动中心主任，柳国青，(1970年4月)，籍贯上海市
- 上海市公安局出入境管理局、市公安局出入境管理总队总队长、邱岭
- 市公安局治安管理总队党委书记、总队长、夏卫东，(1968年12月)，籍贯上海市
- 市公安局交通管理总队总队长、张玉学，(1971年8月)，籍贯辽宁昌图
- 上海市公安局边防和港航分局长、石毅君，(1967年9月)，籍贯江苏如皋
- 市公安局国际机场分局局长、董斌
- 上海市公安局刑事偵查總隊

## 外部連結
- 上海市公安局（页面存档备份，存于）（简体中文）
- 手机上海公安网（简体中文）
- 上海市公安局的新浪微博
- 上海市公安局的哔哩哔哩个人空间